# Diggin' On You
Diggin' On You è un brano musicale R&B scritto e prodotto da Babyface per CrazySexyCool, il secondo album del gruppo statunitense TLC. Il brano è stato pubblicato nell'autunno del 1995 come quarto e ultimo singolo tratto dall'album, e come i predecessori ha raggiunto la top della Hot 100 negli Usa, arrivando fino alla posizione numero 5, ed è entrato nella top10 della classifica Hot R&B/Hip-Hop Songs. Il singolo ha ricevuto la certificazione di disco d'oro dalla RIAA grazie ad oltre 500 000 copie vendute.

## Video
Il videoclip del brano è stato diretto da F. Gary Gray, già regista di Waterfalls. e si apre con la panoramica di un elicottero che riporta la scritta TLC sul fianco e che atterra sulla piattaforma di un edificio. Il video si basa su una performance del gruppo eseguita durante un live in un'arena: in realtà le riprese del gruppo che si esibisce sono state girate separatamente, e poi unite a quelle del pubblico di un concerto del tour delle TLC. Il video mostra, in color seppia, momenti del backstage di un concerto alternati alla performance del gruppo.

## Ricezione
Il singolo è entrato nella top10 della Hot 100 di Billboard durante la settimana del 25 novembre 1995, per poi raggiungere la quinta posizione il 30 dicembre, posizione in cui è rimasto per tre settimane consecutive. Il singolo ha speso un totale di 20 settimane in classifica. Anche nella classifica R&B il singolo ha passato 20 settimane, ma in questo caso è arrivato alla posizione numero 7. Come gli altri singoli tratti da CrazySexyCool, e a differenza di quelli tratti dal primo album, anche Diggin' On You ha avuto più successo nella classifica pop generale che in quella R&B/Hip-Hop: questo accadde perché le TLC grazie al loro secondo lavoro divennero un fenomeno pop di enorme successo anche al di fuori della comunità afro-americana.

## Classifiche
| Classifica (1995)                                 | Posizione |
| ------------------------------------------------- | --------- |
| U.S. Billboard Hot 100                            | 5         |
| U.S. Billboard Hot R&B Singles                    | 7         |
| U.S. Billboard Hot Dance Music/Maxi-Singles Sales | 8         |
| U.S. Billboard Rhythmic Songs                     | 6         |

## Tracce

### CD singolo
1. "Diggin' on You" – 4:14
2. "Diggin' on You" (L.A.'s Live Remix) – 4:40
3. "Nobody Knows" (with Tony Rich)

### Maxi singolo
1. "Diggin' on You" (L.A.'s Live Remix) – 4:37
2. "Diggin' on You" (Soulpower Remix) – 5:54
3. "Diggin' on You" (CJ's Club Edit) – 4:13
4. "Diggin' on You" (Eddie F's Untouchable Remix) – 5:06
5. "Diggin' on You" (album version) – 4:14